# (160091) 2000 OL67
2000 أو أل 67 (ويعرف أيضًا باسم (160091) 2000 أو أل 67 وفق تسمية الكوكب الصغير) (بالإنجليزية: 2000 OL67)‏ هو كويكب ضمن حزام الكويكبات؛ وترتيبه 160091 من حيث الاكتشاف.
اكتُشف هذا الجُرم الفلكي بواسطة مارك ويليام بوي في 29 يوليو 2000.

## وصلات خارجية
- (160091) 2000 OL67 في قاعدة بيانات مختبر الدفع النفاث لأجرام النظام الشمسي الصغيرة

- الاكتشاف · مخطط المدار ·  العناصر المدارية · المعلمات المادية

- (160091) 2000 OL67 على موقع ويكي سكاي: DSS2, SDSS, GALEX, IRAS, Hydrogen α, X-Ray, Astrophoto, Sky Map, Articles and images